# Sammeron
Sammeron és un municipi francès, situat al departament de Sena i Marne i a la regió de Illa de França. L'any 2007 tenia 1.015 habitants.
Forma part del cantó de La Ferté-sous-Jouarre, del districte de Meaux i de la Comunitat de comunes del Pays fertois.

## Demografia

### Població
El 2007 la població de fet de Sammeron era de 1.015 persones. Hi havia 351 famílies, de les quals 68 eren unipersonals (24 homes vivint sols i 44 dones vivint soles), 104 parelles sense fills, 163 parelles amb fills i 16 famílies monoparentals amb fills.
La població ha evolucionat segons el següent gràfic:
Habitants censats

### Habitatges
El 2007 hi havia 402 habitatges, 362 eren l'habitatge principal de la família, 12 eren segones residències i 28 estaven desocupats. 359 eren cases i 40 eren apartaments. Dels 362 habitatges principals, 286 estaven ocupats pels seus propietaris, 65 estaven llogats i ocupats pels llogaters i 11 estaven cedits a títol gratuït; 6 tenien una cambra, 30 en tenien dues, 40 en tenien tres, 108 en tenien quatre i 178 en tenien cinc o més. 295 habitatges disposaven pel capbaix d'una plaça de pàrquing. A 152 habitatges hi havia un automòbil i a 188 n'hi havia dos o més.

### Piràmide de població
La piràmide de població per edats i sexe el 2009 era:
| Homes | Edats   | Dones |
| ----- | ------- | ----- |
| 0     | 95 o +  | 0     |
| 0     | 90 a 94 | 0     |
| 16    | 85 a 89 | 12    |
| 0     | 80 a 84 | 12    |
| 12    | 75 a 79 | 8     |
| 8     | 70 a 74 | 8     |
| 4     | 65 a 69 | 8     |
| 20    | 60 a 64 | 16    |
| 28    | 55 a 59 | 16    |
| 36    | 50 a 54 | 32    |
| 44    | 45 a 49 | 52    |
| 40    | 40 a 44 | 32    |
| 44    | 35 a 39 | 48    |
| 36    | 30 a 34 | 28    |
| 20    | 25 a 29 | 32    |
| 36    | 20 a 24 | 36    |
| 44    | 15 a 19 | 16    |
| 36    | 10 a 14 | 40    |
| 32    | 5 a 9   | 36    |
| 24    | 0 a 4   | 24    |

## Economia
El 2007 la població en edat de treballar era de 703 persones, 527 eren actives i 176 eren inactives. De les 527 persones actives 495 estaven ocupades (264 homes i 231 dones) i 32 estaven aturades (14 homes i 18 dones). De les 176 persones inactives 58 estaven jubilades, 57 estaven estudiant i 61 estaven classificades com a «altres inactius».

### Ingressos
El 2009 a Sammeron hi havia 372 unitats fiscals que integraven 1.040 persones, la mediana anual d'ingressos fiscals per persona era de 21.492,5 €.

### Activitats econòmiques
Dels 32 establiments que hi havia el 2007, 9 eren d'empreses de construcció, 4 d'empreses de comerç i reparació d'automòbils, 3 d'empreses de transport, 2 d'empreses d'hostatgeria i restauració, 1 d'una empresa d'informació i comunicació, 1 d'una empresa financera, 4 d'empreses immobiliàries, 4 d'empreses de serveis, 2 d'entitats de l'administració pública i 2 d'empreses classificades com a «altres activitats de serveis».
Dels 11 establiments de servei als particulars que hi havia el 2009, 2 eren paletes, 2 guixaires pintors, 2 fusteries, 2 electricistes, 2 agències immobiliàries i 1 saló de bellesa.
L'únic establiment comercial que hi havia el 2009 era una carnisseria.
L'any 2000 a Sammeron hi havia 3 explotacions agrícoles que ocupaven un total de 477 hectàrees.

## Equipaments sanitaris i escolars
El 2009 hi havia una escola elemental integrada dins d'un grup escolar amb les comunes properes formant una escola dispersa.

## Poblacions més properes
El següent diagrama mostra les poblacions més properes.